# Попеску, Марьоара
Марьоара Попеску (рум. Marioara Popescu; род. 9 ноября 1962, Corlăteni, Ботошани), в замужестве Чобану (рум. Ciobanu) — румынская гребчиха, выступавшая за сборную Румынии по академической гребле в 1980-х и 1990-х годах. Двукратная олимпийская чемпионка, дважды чемпионка мира, победительница и призёрка многих регат национального значения.

## Биография
Марьоара Попеску родилась 9 ноября 1962 года в коммуне Корлэтени, жудец Ботошани, Румыния.
Дебютировала на взрослом международном уровне в сезоне 1981 года, когда вошла в основной состав румынской национальной сборной и выступила на чемпионате мира в Мюнхене, где в зачёте парных двоек заняла четвёртое место.
В 1983 году побывала на мировом первенстве в Дуйсбурге, откуда привезла награду бронзового достоинства, выигранную в парных двойках.
Благодаря череде удачных выступлений удостоилась права защищать честь страны на летних Олимпийских играх 1984 года в Лос-Анджелесе (будучи страной социалистического лагеря, формально Румыния бойкотировала эти соревнования по политическим причинам, однако румынским спортсменам всё же разрешили выступить на Играх частным порядком). Вместе с напарницей Элисабетой Оленюк обошла всех своих соперниц в программе парных двоек и тем самым завоевала золотую олимпийскую медаль.
После лос-анджелесской Олимпиады Попеску осталась в составе гребной команды Румынии на ещё один олимпийский цикл и продолжила принимать участие в крупнейших международных регатах. Так, в 1985 году она отправилась представлять страну на мировом первенстве в Хазевинкеле, где стала серебряной призёркой в парных двойках.
В 1986 году на чемпионате мира в Ноттингеме стала четвёртой в одиночках.
На мировом первенстве 1987 года в Копенгагене взяла бронзу в парной одиночной дисциплине.
Находясь в числе лидеров румынской национальной сборной, благополучно прошла отбор на Олимпийские игры 1988 года в Сеуле — на сей раз попасть в число призёров не смогла, показала в одиночках пятый результат.
В 1990 году на мировом первенстве в Тасмании одержала победу в зачёте распашных рулевых восьмёрок.
Сделав достаточно длительный перерыв в своей спортивной карьере, в 1996 году Марьоара Попеску вернулась в сборную ради участия в Олимпийских играх в Атланте. Здесь в составе экипажа, куда также вошли гребчихи Лильяна Гафенку, Вероника Кокеля, Анка Тэнасе, Дойна Спырку, Йоана Олтяну 
 Элисабета Липэ, Дойна Игнат и рулевая Елена Джорджеску, финишировала первой в восьмёрках и добавила в послужной список ещё одну золотую олимпийскую медаль. Кроме того, в этом сезоне отметилась выступлением на чемпионате мира в Мотеруэлле, где получила серебро в безрульных четвёрках.
В 1999 году в восьмёрках одержала победу на этапах Кубка мира в Хезевинкеле, Вене и Люцерне, была лучшей на мировом первенстве в Сент-Катаринсе, став таким образом двукратной чемпионкой мира по академической гребле.
На чемпионате мира 2000 года в Загребе завоевала бронзовую медаль в безрульных четвёрках и на том приняла решение завершить спортивную карьеру.
В 2004 году награждена орденом «За спортивные заслуги» I степени.